# Eunidia rondoni
Eunidia rondoni är en skalbaggsart som beskrevs av Stefan von Breuning 1962. Eunidia rondoni ingår i släktet Eunidia och familjen långhorningar.
Artens utbredningsområde är Laos. Inga underarter finns listade i Catalogue of Life.